# NGC 1357
NGC 1357 é uma galáxia {{{typ}}} localizada na direcção da constelação de Eridanus. Possui uma declinação de -13° 39' 52" e uma ascensão recta de 3 horas, 33 minutos e 17,1 segundos.
A galáxia NGC 1357 foi descoberta em 1 de Fevereiro de 1785 por William Herschel.